# Publiusz Decjusz Mus (konsul 312 p.n.e.)
Publius Decius Mus (zm. 295 p.n.e.) – czterokrotny konsul rzymski pochodzący z plebejskiej rodziny Decjuszy. Był synem Publiusza Decjusza Musa, konsula z 340 p.n.e.
Decjusz w 312 p.n.e. został wybrany na urząd konsula, drugim konsulem w tym roku został Marek Waleriusz Maksymus Korwinus. W 310 p.n.e. służył jako legat w armii dyktatora Lucjusza Papiriusza Kursora. Dwa lata później ponownie wybrany konsulem razem z Kwintusem Fabiuszem Maksymusem Rullianusem. W 306 p.n.e. piastował urząd dowódcy jazdy. Dwa lata później został cenzorem. W 300 p.n.e. wybrany na urząd pontyfika. W 297 p.n.e. wybrany na urząd konsula, w tym samym roku pokonał Apulów pod Maleventum. 
W 295 p.n.e. ponownie wybrany na urząd konsula, drugim konsulem został Kwintus Fabiusz Maksymus Rullianus. Ponieważ trwała wtedy III wojna samnicka, obydwaj konsulowie zostali wysłani do Etrurii w celu walki z armią Samnitów. Obie armie spotkały się pod Sentinum, gdzie doszło do bitwy, podczas której Decjusz, podobnie jak jego ojciec, poświęcił swoje życie bogom podziemnym jako okup za wojsko i ojczyznę, rzucając się w szeregi wroga. Bitwa zakończyła się zwycięstwem Rzymian.